# Státní kontrolní komise Čínské lidové republiky
Státní kontrolní komise Čínské lidové republiky (čínsky v českém přepisu Čung-chua žen-min kung-che-kuo kuo-ťia ťien-čcha wej-jüan-chuej, pchin-jinem Zhōnghuá Rénmín Gònghéguó Guójiā Jiānchá Wěiyuánhuì, znaky zjednodušené 中华人民共和国国家监察委员会) je nejvyšší kontrolní a dozorčí státní úřad Čínské lidové republiky Je vrcholem soustavy kontrolních komisí, existujících na úrovni od okresu přes prefektury po provincie, které tvoří samostatnou větev státní správy a odpovídají za boj proti korupci, dohled nad státními orgány a kontrolu jejich činnosti.
V čele Státní kontrolní komise stojí předseda volený Všečínským shromážděním lidových zástupců na nejvýše dvě pětiletá funkční období. Jeho náměstky a členy komise volí stálý výbor Všečínského shromáždění lidových zástupců na základě návrhů předsedy komise.
Státní kontrolní komise vznikla roku 2018 reorganizací dosavadního ministerstva kontroly, které mělo analogické úkoly. Reorganizace proběhla v rámci širšího tažení proti korupci Si Ťin-pchingova vedení KS Číny a Čínské lidové republiky. Nová organizace státní kontroly a dozoru se v letech 2016–2018 ověřovala v provinciích Če-ťiang, Šan-si a v Pekingu, kde byly zřízeny kontrolní komise v čele s provinčními předsedy komisí pro kontrolu disciplíny KS Číny.
Předchůdce komise, ministerstvo kontroly (čínsky v českém přepisu Ťien-čcha-pu, pchin-jinem Jiānchábù, znaky zjednodušené 监察部) existovalo v letech 1987–2018 a předtím 1954–1959, předcházela mu, v letech 1949–1954 Lidová kontrolní komise (čínsky v českém přepisu Čeng-wu-jüan žen-min ťien-čcha wej-jüan-chuej, pchin-jinem Zhèngwùyuàn Rénmín Jiānchá Wěiyuánhuì, znaky zjednodušené 政务院人民监察委员会).

## Seznam předsedů Státní kontrolní komise a jejích předchůdců
| Pořadí                           | Portrét                          | Jméno                            | Volební období VSLZ              | Nástup do úřadu                  | Opuštění úřadu                   | Poznámky, další funkce (během funkčního období)                                                                           |
| předseda Lidové kontrolní komise | předseda Lidové kontrolní komise | předseda Lidové kontrolní komise | předseda Lidové kontrolní komise | předseda Lidové kontrolní komise | předseda Lidové kontrolní komise | předseda Lidové kontrolní komise                                                                                          |
| -------------------------------- | -------------------------------- | -------------------------------- | -------------------------------- | -------------------------------- | -------------------------------- | --- |
| 1.                               |                                  | Tchan Pching-šan (谭平山)        | –                                | říjen 1949                       | září 1954                        | člen celostátního výboru Čínského lidového politického poradního shromáždění člen Revolučního výboru čínského Kuomintangu |
| ministr kontroly                 |                                  |                                  |                                  |                                  |                                  | |
| 1.                               |                                  | Čchien Jing (钱瑛)               | 1.                               | září 1954                        | duben 1959                       | |
| V letech 1959–1987 zrušeno       |                                  |                                  |                                  |                                  |                                  | |
| 2.                               |                                  | Wej Ťien-sing ( 尉健行)          | 6.                               | červen 1987                      | duben 1988                       | člen ÚV KS Číny tajemník Ústřední komise pro kontrolu disciplíny KS Číny (od října 1992)                                  |
| 2.                               | 8.                               | Wej Ťien-sing ( 尉健行)          | duben 1988                       | březen 1993                      |                                  | člen ÚV KS Číny tajemník Ústřední komise pro kontrolu disciplíny KS Číny (od října 1992)                                  |
| 3.                               |                                  | Cchao Čching-ce (曹庆泽)         | 8.                               | březen 1993                      | březen 1998                      | zástupce tajemníka Ústřední komise pro kontrolu disciplíny KS Číny                                                        |
| 4.                               |                                  | Che Jung (何勇)                  | 9.                               | březen 1998                      | březen 2003                      | zástupce tajemníka Ústřední komise pro kontrolu disciplíny KS Číny                                                        |
| 5.                               |                                  | Li Č’-lun (李至伦)               | 10.                              | březen 2003                      | duben 2007 (zemřel)              | zástupce tajemníka Ústřední komise pro kontrolu disciplíny KS Číny                                                        |
| 6.                               |                                  | Ma Wen (马馼)                    | 10.                              | srpen 2007                       | březen 2008                      | zástupce tajemníka Ústřední komise pro kontrolu disciplíny KS Číny                                                        |
| 6.                               | 11.                              | Ma Wen (马馼)                    | březen 2008                      | březen 2013                      |                                  | zástupce tajemníka Ústřední komise pro kontrolu disciplíny KS Číny                                                        |
| 7.                               |                                  | Chuang Šu-sien (黄树贤)          | 12.                              | březen 2013                      | listopad 2016                    | zástupce tajemníka Ústřední komise pro kontrolu disciplíny KS Číny                                                        |
| 8.                               |                                  | Jang Siao-tu (杨晓渡)            | 12.                              | prosinec 2016                    | březen 2018                      | zástupce tajemníka Ústřední komise pro kontrolu disciplíny KS Číny, člen politbyra ÚV KS Číny (od října 2017)             |
| předseda Státní kontrolní komise |                                  |                                  |                                  |                                  |                                  | |
| 1.                               |                                  | Jang Siao-tu (杨晓渡)            | 13.                              | březen 2018                      | březen 2023                      | zástupce tajemníka Ústřední komise pro kontrolu disciplíny KS Číny, člen politbyra ÚV KS Číny                             |
| 2.                               |                                  | Liou Ťin-kuo (刘金国)            | 14.                              | březen 2023                      | v úřadě                          | zástupce tajemníka Ústřední komise pro kontrolu disciplíny KS Číny, tajemník sekretariátu ÚV KS Číny                      |